# HD123255
HD123255 — хімічно пекулярна зоря спектрального класу F1, що має видиму зоряну величину в смузі V приблизно  5,5.
Вона  розташована на відстані близько 179,0 світлових років від Сонця.

## Фізичні характеристики
Зоря HD123255 обертається 
дуже швидко 
навколо своєї осі. Проєкція її екваторіальної швидкості на промінь зору становить  Vsin(i)=180км/сек.

## Пекулярний хімічний склад
Зоряна атмосфера HD123255 має підвищений вміст 
Cr
.